# Metroperiella parviavicularia
Metroperiella parviavicularia är en mossdjursart som först beskrevs av Rho och Seo 1988.  Metroperiella parviavicularia ingår i släktet Metroperiella och familjen Bitectiporidae. Inga underarter finns listade i Catalogue of Life.